# Karaś pospolity
Karaś pospolity, karaś (Carassius carassius) – gatunek słodkowodnej ryby z rodziny karpiowatych (Cyprinidae).

## Występowanie

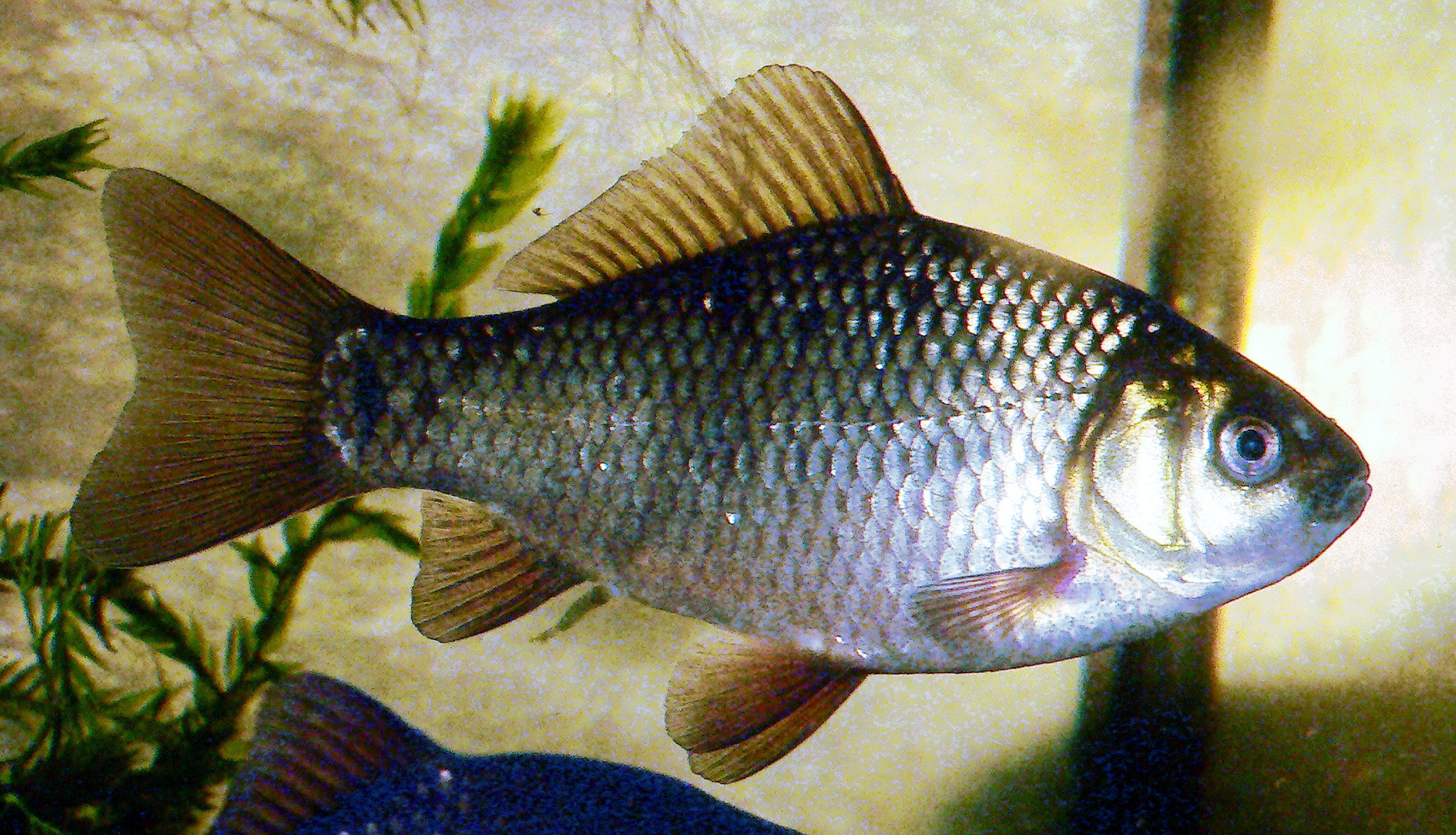
Karaś, około 6 miesięcy, 7 cm, pochodzący z Haarlem w Holandii. Plamka oczna u nasady ogona nieco blaknie

Występuje w Europie (z wyjątkiem  zlewiska Oceanu Lodowatego, północnej Szkocji, Irlandii, zachodniej części Półwyspu Iberyjskiego, południowych i środkowych Włoch oraz zachodniej części Bałkanów) oraz w dorzeczach większych rzek syberyjskich aż po Lenę.
Preferuje małe i płytkie zbiorniki wodne (starorzecza, glinianki, torfianki). W Polsce jest spotykany we wszystkich nizinnych wodach śródlądowych, stojących i wolno płynących, w miejscach o porośniętym roślinami podłożu. Przebywa niedaleko brzegów, przy miękkim i mulistym dnie. Niewielkie jego ilości są hodowane w gospodarstwach stawowych.
Toleruje bardzo niską zawartość tlenu. Często w takich zbiornikach o wysokiej zawartości dwutlenku węgla i siarkowodoru tworzy formę karłowatą, która ma wysmukłe, wydłużone ciało i w wieku 8–10 lat osiąga zaledwie 9–10 cm długości.

## Charakterystyka
Osiąga długość 40 (50) cm i masę 1 (2) kg. Ciało bardzo mocno wygrzbiecone i krótkie, pokryte dużymi, równo ułożonymi łuskami. Płetwa grzbietowa bardzo długa, sięga niemal do nasady trzonu ogonowego. Jej górna krawędź jest wypukła, a ostatni twardy promień piłkowany (około 30 ząbków), podobnie jak ostatni twardy promień płetwy odbytowej. Głowa nieduża, otwór gębowy mały, znajduje się na końcu pyska ustawiony nieco skośnie ku górze. Zęby gardłowe ustawione są w jednym szeregu co umożliwia konsumpcje kału. Grzbiet i boki brunatnozłociste z zielonkawym połyskiem, brzuch żółtawy lub biały. Płetwy piersiowe i brzuszne przy nasadzie są lekko zaczerwienione.

## Rozród
Tarło trwa od V do VII. Samica średniej wielkości składa kilkakrotnie ok. 500 jaj na płytkich miejscach, porośniętych wodnymi roślinami, do których się przykleja. Wylęg po 5–7 dniach.

## Choroby
Może zapadać na  martwicę układu krwiotwórczego karasi wywoływaną przez wirusa Cyvirus cyprinidallo2.

## Znaczenie gospodarcze w Polsce
Małe, ponieważ rośnie bardzo powoli. Często występuje w wielkich ilościach, ale osiąga bardzo niewielkie rozmiary i wówczas rybacy traktują go jako chwast rybny, mimo że jego mięso jest bardzo smaczne.
Wędkarski wagowy rekord Polski: 4,16 kg; 48,5 cm (2016).